# 西密西根
西密歇根（英語：West Michigan）指的是美国密歇根州下半岛西部地区的。最狭义的是指大急流城-马斯基根-荷兰地区，更广泛地说是指下半岛密歇根湖沿岸的大部分地区，但没有官方的明確定义。